# Одрюза
Одрюза или Одриса е древен град в Тракия, съществувал в периода III – I в. пр.н.е.
За него споменава в своето епитоме ранновизантийският учен Стефан Византийски – живял през VI в. по времето на император Юстиниан I Велики (527 – 565), който пише: „Одриси, народ в Тракия, Страбон в седма книга..., а има и техен град Одрюза, който се нарича също и Одрисия...“ Сече собствени дребни бронзови монети, групирани в 2 типа, които са изключително редки. Градът се отъждествява с Пловдив (Одрюза – Евмолпия – Пулпудева – Филипополис – Улпия Флавия Филипополис – Тримонциум – Пълдин – Филибе – Пловдив), тъй като почти всички известни монети произхождат от град Пловдив, региона като цяло и неговата околност.

## Монетосечене
До 2006 г. са известни общо 31 екземпляра дребни бронзови монети от двата типа на град Одрюза, като почти всичките от тях произхождат от град Пловдив, региона като цяло и неговата околност.

### Първи тип
Тип 1 се характеризира със следните особености.
- Лице: млад Херакъл с лъвски скалп надясно.
- Опако: бик в ход на ляво, стъпил върху кривака на Херакъл с дръжката надясно; над него името на града-издател Одрюза, в различните негови форми на старогръцки език.

Монетите от тази група имат кръгла форма, и красиви и реалистично предадени монетни изображения. Те датират от периода II – I век пр.н.е.

### Втори тип
За Тип 2 са характерни следните особености.
- Лице: същото като при Тип 1.
- Опако: същото като при Тип 1.

Тази група монети е с неправилна, най-често бобовидна форма, като изображенията им са силно стилизирани, груби и схематични. Датират от периода III – II в. пр. Хр.